# Grand Morin
Il Grand Morin è un fiume francese, subaffluente della Senna attraverso la Marna.

## Geografia

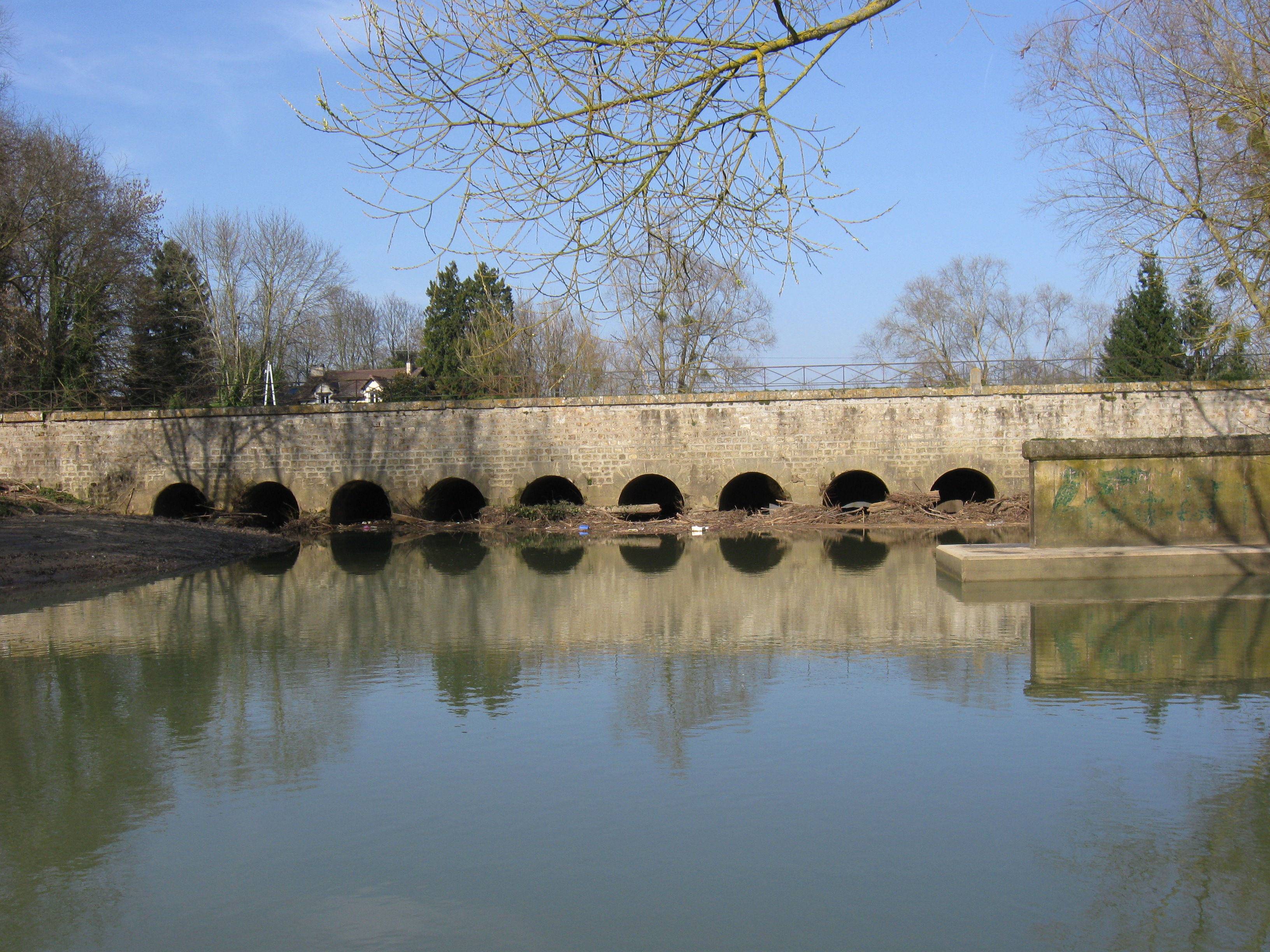
Ponte sul Grand Morin a Condé-Sainte-Libiaire.

Il SANDRE colloca le sorgenti del Grand Morin a livello delle paludi di Morelle, nel comune di La Villeneuve-lès-Charleville. Il fiume, dopo un percorso di circa 118 chilometri, sfocia nella Marna, nel comune di Condé-Sainte-Libiaire. Un braccio meno importante del fiume prosegue verso valle sfociando, sempre nella Marna, tra i comuni di Lesches ed Esbly. Con il ramo principale, questo braccio forma la cosiddetta «île de Condé»
Si tratta del fiume maggiore dopo la Marna nella regione naturale della Brie, con il suo gemello settentrionale "Petit Morin" (portata media: meno della metà di quella del Grand Morin).
Il suo corso è orientato in direzione est-ovest, con un percorso sinuoso di 43 km nel dipartimento della Marna, poi di 77 km in quello della Senna e Marna. In parecchi punti il corso del fiume si divide un due bracci, formando isolette di breve lunghezza (La Celle-sur-Morin, Coulommiers, Jouy-sur-Morin, La Ferté-Gaucher).

## Principali affluenti
Le acque del Grand Morin sono alimentate da 47 affluenti, ma tre sono i più importanti:
- l'Aubetin (riva sinistra, il più importante), che nasce a Les Essarts-le-Vicomte e percorre 62 chilometri prima di confluire nel Grand Morin a Pommeuse;
- l'Orgeval (riva destra), che nasce a Doue, per gettarsi dopo circa 13 chilometri nel Grand Morin a Boissy-le-Châtel;
- il Vannetin (riva sinistra, con una zona naturale classificata), che nasce a Leudon-en-Brie per confluire dopo un percorso di circa 20 km nel Grand Morin a Saint-Siméon.

## Idrologia
Il bacino versante del Grand Morin si estende su 1197 km² ed è costituito per il 77.63% de territori agricoli, per il 17.48 % da boschi e ambienti semi-naturali, per il 4.87% da territori artefatti, e per lo 0.02% da zone umide.
Il fiume è soggetto a piene frequenti nei casi di forti piogge e responsabile di numerose inondazioni.

## Comuni attraversati
Dipartimento della Marna
La Villeneuve-lès-Charleville ~ Lachy ~ Sézanne ~ Mœurs-Verdey ~ Vindey (cantone di Sézanne) ~ Le Meix-Saint-Epoing ~ Châtillon-sur-Morin ~ Esternay ~ Neuvy ~ Joiselle ~ Villeneuve-la-Lionne (cantone di Esternay).
Dipartimento di Senna e Marna
Meilleray ~ La Chapelle-Moutils ~ Lescherolles ~ Saint-Martin-des-Champs ~ La Ferté-Gaucher ~ Jouy-sur-Morin ~ Saint-Rémy-la-Vanne ~ Saint-Siméon (cantone di La Ferté-Gaucher) ~ Chauffry ~ Chailly-en-Brie ~ Boissy-le-Châtel ~ Coulommiers ~ Mouroux ~ Pommeuse ~ La Celle-sur-Morin ~ Guérard (cantone di Coulommiers) ~ Dammartin-sur-Tigeaux ~ Tigeaux ~ Voulangis ~ Crécy-la-Chapelle ~ Villiers-sur-Morin ~ Couilly-Pont-aux-Dames ~ Saint-Germain-sur-Morin ~ Montry ~ Condé-Sainte-Libiaire ~ Esbly (cantone di Crécy-la-Chapelle).